# Олешки (станція)
Оле́шки (до 23 березня 2017 року — Цюрýпинськ) — проміжна залізнична станція 5-го класу Херсонської дирекції Одеської залізниці на неелектрифікованій лінії Херсон — Джанкой між роз'їздом Антонівка (8 км) та станцією Раденське (13 км). Розташована у селищі Заплава Херсонського району Херсонської області.

## Історія
Станція відкрита у 1944 році під час будівництва лінії Херсон — Джанкой. 
23 березня 2017 року, відповідно з телеграмою № ЦМ-15/122 «Про внесення змін до Тарифного керівництва № 4, станція Цюрупинськ перейменована в Олешки.

## Пасажирське сполучення
На станції Олешки зупиняються лише приміські дизель-поїзди. Наразі, з початком широкомасштабного російського вторгнення в Україну пасажирських рух тимчасово припинено до звільнення тимчасово окупованої Херсонської області від російських загарбників.